# Battement d'ailes
Ali di babbo
Battement d'ailes  (en italien : Ali di babbo) est un roman de Milena Agus publié en 2008. Il est traduit en français la même année par Dominique Vittoz, et publié aux éditions Liana Levi.

## Résumé
Milena et Madame vivent en Sardaigne sur une colline à 200 m de la mer. Madame a une maison d'hôtes. Elles s'opposent à un projet de centre de vacances. Le père de Milena est mort et il lui apparaît avec des ailes. La maison de Madame brûle, le grand-père de Milena la sauve, mais lui brûle. Madame donne sa propriété à la famille de Milena qui refait chambre d'hôtes.

## Éditions
En italien
- Milena Agus, Ali di babbo, Roma, Nottetempo, 2008

En français
- Milena Agus, Battement d'ailes, trad. de Dominique Vittoz, éd. Liana Levi, 2008,  (ISBN 978-2-2531-2967-7)